# Iwdel
Iwdel (russisch Ивдель) ist eine Stadt  in der Oblast Swerdlowsk (Russland) mit gut 17.775 Einwohnern (Stand 14. Oktober 2010).

## Geographie und Klima
Iwdel ist die am nördlichsten gelegene Stadt der Oblast Swerdlowsk. Sie liegt etwa 535 Kilometer nördlich der Gebietshauptstadt Jekaterinburg, in der Taiga-Landschaft des Nordural am gleichnamigen Fluss Iwdel kurz vor seiner Mündung in die Loswa. Die nächstgelegenen Städte sind Sewerouralsk (65 km südwestlich) und Woltschansk (86 km südlich). Etwa 60 km westlich von Iwdel verläuft die Grenze der Oblast Swerdlowsk zur Region Perm.
Iwdel ist Verwaltungssitz des Stadtkreises Iwdel (Iwdelski gorodskoi okrug), der neben der Stadt noch über 30 Ortschaften umfasst, die sich über ein Gebiet von insgesamt über 25.000 km² verteilen.
Das Klima in Iwdel ist hochkontinental mit einem für Nordural und Westsibirien typischen ausgeprägten Temperaturunterschied zwischen den Sommer- und den Wintermonaten. Der kälteste Monat im Jahr ist Januar mit einem Mittelwert von −19 °C. Die Jahresniederschlagsmenge beträgt rund 460 mm.

## Geschichte
Am Ende des 16. Jahrhunderts wurde an der Flussmündung die erste hölzerne Festung im Ural gegründet, das Loswinski gorodok (Лозьвинский городок, übersetzt etwa „Loswa-Städtchen“). Das Dorf Nikito-Iwdel ist seit 1831 belegt, später dann in der Form Nikito-Iwdelskoje.
Seit 1925 gibt es holzverarbeitende Industrie im Ort, der 1924 seinen heutigen Namen erhalten hatte. 1937 wurde dort das IwdelLag, ein Straflager des NKWD gegründet. Als Straflager für Schwerkriminelle bestehen Teile des ehemaligen NKWD-Lagers noch bis heute. Am 28. Mai 1943 wurden die Stadtrechte verliehen.

### Bevölkerungsentwicklung
| Jahr | Einwohner |
| ---- | --------- |
| 1939 | 4.045     |
| 1959 | 22.009    |
| 1970 | 15.308    |
| 1979 | 15.944    |
| 1989 | 19.014    |
| 2002 | 19.324    |
| 2010 | 17.775    |

Anmerkung: Volkszählungsdaten

## Persönlichkeiten
- Iryna Bekeschkina (1952–2020), ukrainische Soziologin

## Wirtschaft
In der Region um Iwdel gibt es diverse Rohstoffvorkommen, wie beispielsweise Mangan, Eisenerz, Kupfer, Bauxit und Gold. Zudem wird in der Stadt selbst eine Holzindustrie betrieben, die jedoch seit den 1990er-Jahren kontinuierlich an Bedeutung verliert. Ein weiterer wichtiger Standort in Iwdel ist die Verwaltung der Gaspipelines in den Gebieten Swerdlowsk und Tjumen.